# Sportjahr 1906
Liste der Sportjahre

◄◄ | ◄ | 1902 | 1903 | 1904 | 1905 | Sportjahr 1906 | 1907 | 1908 | 1909 | 1910 | ► | ►►

Weitere Ereignisse   · Olympische Spiele

## Ereignisse

### Olympische Spiele
- 22. April: Kronprinz Konstantin von Griechenland eröffnet in Athen die Olympischen Zwischenspiele, die vom Internationalen Olympischen Komitee bis heute nicht als offizielle Olympische Sommerspiele anerkannt werden, obwohl sie für die olympische Idee sehr förderlich waren. Sie dauern bis zum 2. Mai. Erfolgreichstes Land bei den Spielen wird Frankreich mit 40 Medaillen, erfolgreichster Athlet der Schweizer Sportschütze Louis-Marcel Richardet. Einige noch heute gebräuchliche Zeremonien, wie etwa der Einmarsch der Nationen, gehen auf diese Spiele zurück.

### Badminton
Höhepunkte des Badmintonjahres 1906 waren die All England und die Irish Open.

#### Internationale Veranstaltungen
| Veranstaltung | Herreneinzel         | Dameneinzel            | Herrendoppel                              | Damendoppel                   | Mixed                               |
| ------------- | -------------------- | ---------------------- | ----------------------------------------- | ----------------------------- | ----------------------------------- |
| All England   | Norman Wood          | Ethel Thomson Larcombe | Henry Norman Marrett George Alan Thomas   | Ethel B. Thomson Meriel Lucas | George Alan Thomas Ethel B. Thomson |
| Irish Open    | Henry Norman Marrett | -                      | Henry Norman Marrett Albert Davis Prebble | -                             | Norman Wood Hazel Hogarth           |

### Ballonfahrt

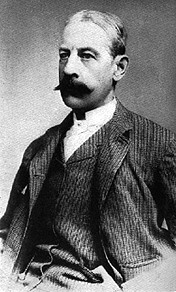
James Gordon Bennett Jr.

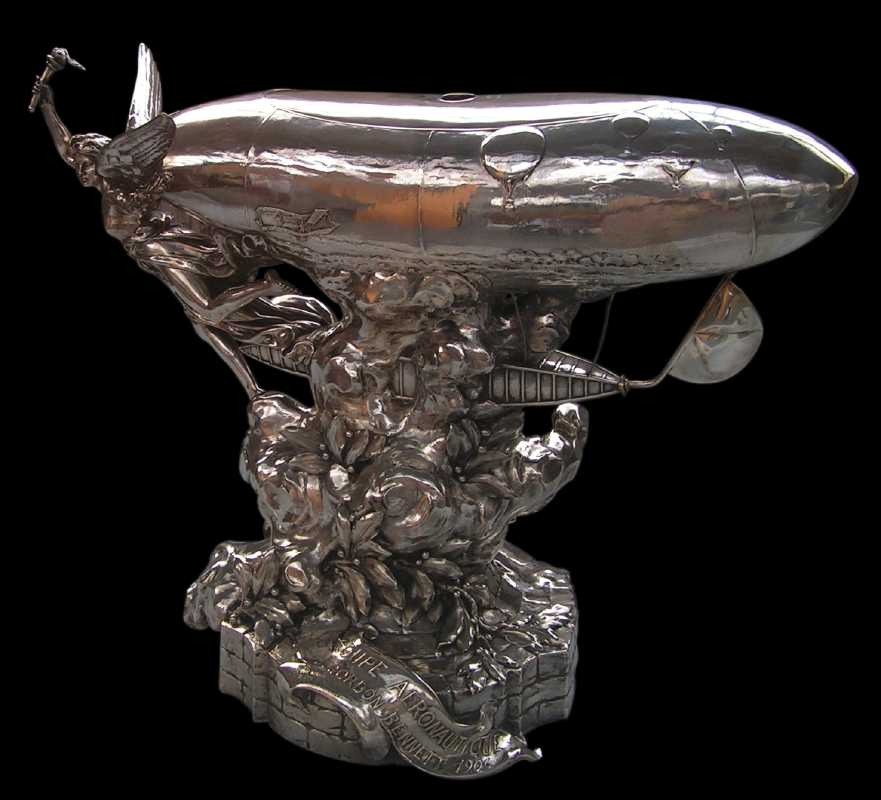
Der Pokal von 1906

- 30. September: Auf Initiative des amerikanischen Zeitungsverlegers und Sportenthusiasten James Gordon Bennett junior wird in Paris erstmals der Coupe Aéronautique Gordon Bennett durchgeführt, eine Wettfahrt für Gasballone. Die US-Amerikaner Frank Purdy Lahm und Henry Hersey sind die ersten Sieger.

### Fußball
- 22. April: Der AC Mailand wird italienischer Meister.
- 14. Mai: Der FC Winterthur wird Meister in der Schweiz.
- 27. Mai: Der VfB Leipzig wird deutscher Fußballmeister.

- Der FC Liverpool gewinnt seine zweite englische Meisterschaft.

### Radsport
- 4. bis 29. Juli: Tour de France 1906: René Pottier aus Frankreich gewinnt vor Georges Passerieu.
- Das Radrennen Rund um den Harz wird erstmals durchgeführt.
- UCI-Bahn-Weltmeisterschaften 1906

### Motorsport

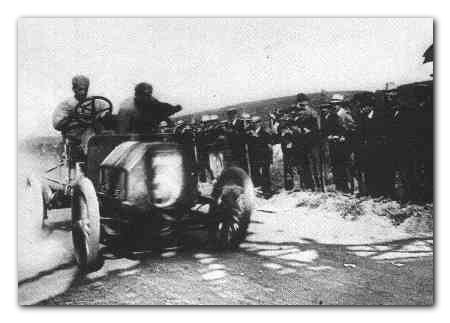
Alessandro Cagno bei der Targa Florio 1906

- 6. Mai: An der ersten Targa Florio, einem Langstreckenrennen auf öffentlichen Bergstraßen in Sizilien, nehmen zehn Automobile teil. Initiator und Namensgeber des Rennens ist der Unternehmer Graf Vincenzo Florio. Sieger wird Alessandro Cagno mit dem Team Fabbrica Automobili Itala.

### Ringen
- Bei den deutschen Ringermeisterschaften wird erstmals in Gewichtsklassen gerungen.

### Rudern
- Cambridge besiegt Oxford im Boat Race.

### Rugby
- 17. März: Wales gewinnt die Home Nations Championship 1906.

### Wintersport
- 27. Januar: Rudolf Gundersen, Norwegen, läuft die 500 Meter Eisschnelllauf in Davos in 44,8 s.
- Eiskunstlauf-Weltmeisterschaften 1906, erstmals wird neben dem Wettbewerb für Herren auch einer für Damen ausgetragen
- Eiskunstlauf-Europameisterschaft 1906

### Vereinsgründungen
- 30. April: Schüler des heutigen Johann-Conrad-Schlaun-Gymnasiums gründen den SC Preußen 06 e. V. Münster.
- 13. Juni: In Krakau wird der Fußballverein Akademicki Klub Footballowy gegründet, nachdem Mannschaften aus Lwów, aus dem die ersten Fußballmannschaften in Polen stammen, Krakau besucht haben.
- 1. Juli: Der portugiesische Sportverein Sporting Lissabon wird gegründet.
- 18. November: Der schwedische Sportverein Järva IS wird gegründet.
- 3. Dezember: Der FC Turin wird gegründet.

- In Wien-Meidling wird der SC Wacker Wien gegründet.
- Der Fecht- und Athletikverein VAC Budapest wird gegründet.

## Geboren

### Januar
- 01. Januar: Frank Stack, kanadischer Eisschnellläufer († 1987)
- 02. Januar: Harald Bosio, österreichischer Skisportler († 1980)
- 03. Januar: Veronika Kohlbach, österreichische Leichtathletin († 1996)
- 04. Januar: Charles Proctor, US-amerikanischer Skisportler († 1996)
- 05. Januar: Tom Livingstone-Learmonth, britischer Leichtathlet († 1931)
- 06. Januar: Hans Berger, deutscher Boxer († 1973)
- 06. Januar: Arie van der Pluym, niederländischer Motorradrennfahrer († 1934)
- 07. Januar: Gerhard Boetzelen, deutscher Ruderer († 1995)
- 07. Januar: Horace Disston, US-amerikanischer Hockeyspieler († 1982)
- 07. Januar: Robert Goix, französischer Leichtathlet († 1983)
- 08. Januar: James Davies, kanadischer Radrennfahrer († 1999)
- 10. Januar: Jindřich Maudr, tschechoslowakischer Ringer († 1990)
- 14. Januar: James Corson, US-amerikanischer Leichtathlet († 1981)
- 14. Januar: Doral Pilling, kanadischer Leichtathlet († 1982)
- 15. Januar: Helen Boughton-Leigh, britisch-US-amerikanische Skirennläuferin († 1999)
- 17. Januar: Guillermo Stábile, argentinischer Fußballspieler († 1966)
- 18. Januar: Giannina Marchini, italienische Leichtathlet († 1976)
- 18. Januar: Leslie Southwood, britischer Ruderer († 1986)
- 20. Januar: James Thompson, kanadischer Schwimmer († 1966)
- 22. Januar: Paolo Pedretti, italienischer Radrennfahrer († 1983)
- 25. Januar: Toni Ulmen, deutscher Motorrad- und Automobilrennfahrer († 1976)
- 26. Januar: Guglielmo Sandri italienischer Automobil- und Motorradrennfahrer († 1961)
- 28. Januar: Hans Bernhardt, deutscher Bahnradsportler († 1940)
- 28. Januar: Herbert Bignall, britischer Leichtathlet († 1989)
- 29. Januar: Frans Hin, niederländischer Segler († 1968)

### Februar
- 01. Februar: Adeodato López, mexikanischer Fußballspieler († 1957)
- 02. Februar: Gösta Carlsson, schwedischer Radrennfahrer († 1992)
- 03. Februar: Arturo Fernández, peruanischer Fußballspieler († 1999)
- 04. Februar: Fritz Kraatz, Schweizer Eishockeyspieler und -funktionär († 1992)
- 04. Februar: Catherine Maguire, US-amerikanische Leichtathletin († 1991)
- 05. Februar: Victor Carlund, schwedischer Fußballspieler († 1985)
- 05. Februar: Cesare Facciani, italienischer Radrennfahrer († 1938)
- 05. Februar: Márton Homonnai, ungarischer Wasserballspieler († 1969)
- 05. Februar: William Walther, deutscher Boxer († unbekannt)
- 06. Februar: Leif Dahlgren, schwedischer Leichtathlet († 1998)
- 06. Februar: Paul Winter, französischer Leichtathlet († 1992)
- 08. Februar: Franz Andrysek, österreichischer Gewichtheber († 1981)
- 08. Februar: Richard Hofmann, deutscher Fußballspieler († 1983)
- 10. Februar: Josef Klapuch, tschechoslowakischer Ringer († 1985)
- 11. Februar: Yves Baudrier, französischer Segler († 1988)
- 12. Februar: Walter Badorek, deutscher Faustballspieler († 1971)
- 14. Februar: Norbert Mueller, kanadischer Eishockeytorhüter († 1956)
- 15. Februar: Walter Knabenhans, Schweizer Radrennfahrer († 1990)
- 15. Februar: Jan Pijnenburg, niederländischer Radrennfahrer († 1979)
- 16. Februar: Vera Menchik, tschechisch-britische Schachspielerin, erste Schachweltmeisterin der Geschichte († 1944)
- 17. Februar: Rudolf Warnholtz, deutscher Hockeyspieler († 1993)
- 21. Februar: Alfred Heinrich, deutscher Eishockeyspieler († 1975)
- 21. Februar: Giuseppe Perentin, italienischer Schwimmer († 1981)
- 24. Februar: Ludwig Stubbendorff, deutscher Reiter († 1941)
- 25. Februar: Margaret Hartley, britische Turnerin († 1964)
- 25. Februar: Ernestine Lebrun, französische Schwimmerin († 2005)
- 25. Februar: Henry Lindblad, schwedischer Leichtathlet († 1946)
- 27. Februar: Milo Barus, deutscher Kraftsportler († 1977)
- 000Februar: Luis Cerrilla, mexikanischer Fußballspieler († 1936)

### März
- 02. März: Jan Ankerman, niederländischer Hockeyspieler († 1942)
- 03. März: Milutin Ivković, jugoslawischer Fußballspieler († 1943)
- 04. März: Stanisław Kłosowicz, polnischer Radrennfahrer († 1955)
- 04. März: Grégoire Laurent, luxemburgischer Boxer und Boxtrainer († 1985)
- 04. März: Georges Ronsse, belgischer Radrennfahrer († 1969)
- 06. März: Luis Duggan, argentinischer Polospieler († 1987)
- 08. März: Franz Eschwei, deutscher Turner († unbekannt)
- 08. März: Kenneth Pridie, britischer Kugelstoßer und Diskuswerfer († 1963)
- 09. März: Dušan Marković, jugoslawischer Fußballspieler († 1974)
- 11. März: Luigi Poggi, italienischer Segler († 1972)
- 13. März: Hugo Murero, deutscher Basketballtrainer und Sportjournalist († 1968)
- 15. März: Melvin Dalton, US-amerikanischer Leichtathlet († 1983)
- 15. März: Toivo Reingoldt, finnischer Schwimmer († 1941)
- 15. März: Ernst Röthig, deutscher Fechter († 1969)
- 15. März: Henry Tröndle, deutsch-US-amerikanischer Radsportler († 1991)
- 15. März: Helen Wainwright, US-amerikanische Schwimmerin und Wasserspringerin († 1965)
- 18. März: Karl Sesta, österreichischer Fußballspieler († 1974)
- 22. März: Guglielmo Segato, italienischer Radrennfahrer († 1979)
- 23. März: José Della Torre, argentinischer Fußballspieler und -trainer († 1979)
- 26. März: Hubert Ebner, deutsch-US-amerikanischer Radsportler († 1990)
- 27. März: Bernhard Britz, schwedischer Radrennfahrer († 1935)
- 27. März: Cecil Purdy, australischer Schachspieler († 1979)
- 28. März: John Guest, kanadischer Ruderer († 1972)
- 28. März: Joseph Wright, kanadischer Ruderer († 1981)
- 29. März: James Bausch, US-amerikanischer Leichtathlet und American-Football-Spieler († 1974)
- 30. März: Raymond Bru, belgischer Florettfechter († 1989)

### April
- 01. April: Josef Giggenbach, deutscher Motorradrennfahrer († 1980)
- 03. April: Alfredo Gargiullo, italienischer Leichtathlet († 1928)
- 04. April: Willy Falck Hansen, dänischer Radrennfahrer († 1978)
- 05. April: Ted Morgan, neuseeländischer Boxer († 1952)
- 06. April: Jean Delarge, belgischer Boxer († 1977)
- 06. April: Alberto Zorrilla, argentinischer Schwimmer († 1986)
- 07. April: René Brossy, französischer Radrennfahrer († 1991)
- 08. April: Adolf Schön, deutscher Radrennfahrer († 1987)
- 10. April: Stephen Anderson, US-amerikanischer Leichtathlet († 1988)
- 11. April: Renato Cesarini, italienisch-argentinischer Fußballspieler und -trainer († 1969)
- 11. April: Alfonso Tusell, spanischer Wasserballspieler († 1960)
- 12. April: Karl Schwitalle, deutscher Gewichtheber († 1945)
- 13. April: Ed Hamm, US-amerikanischer Leichtathlet († 1982)
- 15. April: Leo Lermond, US-amerikanischer Leichtathlet († 1986)
- 16. April: William Peden, kanadischer Radrennfahrer († 1980)
- 16. April: Mariette Protin, französische Schwimmerin († 1993)
- 17. April: Takefushi Sakuta, japanischer Skisportler und Skisportfunktionär († 1988)
- 22. April: Gustav Adolf Erbprinz von Schweden, schwedischer Springreiter († 1947)
- 22. April: Frans Heikkinen, finnischer Skilangläufer († 1943)
- 23. April: Jorge Pelikan, tschechisch-argentinischer Schachmeister († 1984)
- 24. April: Genowefa Kobielska, polnische Leichtathletin († 1993)
- 25. April: Alois Hrášek, tschechoslowakischer Schwimmer († unbekannt)
- 28. April: Rolf Wollner, deutscher Hockeyspieler († 1988)
- 29. April: George Bailey, britischer Leichtathlet († 2000)

### Mai
- 01. Mai: Karl Steinhuber, österreichischer Kanute († 2002)
- 02. Mai: Aileen Riggin, US-amerikanische Schwimmerin und Wasserspringerin († 2002)
- 04. Mai: Vilhelmas Gvildys, litauischer Fußballtorhüter († unbekannt)
- 05. Mai: Alf Andersen, norwegischer Skispringer († 1975)
- 06. Mai: James Cohen, britischer Leichtathlet († 1958)
- 06. Mai: George Golding, australischer Leichtathlet († 1999)
- 07. Mai: Eric Krenz, US-amerikanischer Kugelstoßer und Diskuswerfer († 1931)
- 08. Mai: Caspar Oimoen, US-amerikanischer Skispringer († 1995)
- 09. Mai: Reinhard Cherubim, deutscher Schachspieler, Schachjournalist, Schachfunktionär († 1980)
- 13. Mai: Ingegärd Töpel, schwedische Wasserspringerin († 1988)
- 15. Mai: Mariechen Wehselau, US-amerikanische Schwimmerin († 1992)
- 18. Mai: Venancio Bartibás, uruguayischer Fußballspieler († 1977)
- 19. Mai: Bruce Bennett, US-amerikanischer Leichtathlet († 2007)
- 21. Mai: Ilse Gaste, deutsche Eiskunstläuferin († 1991)
- 22. Mai: Hermann Lemperle, deutscher Leichtathlet († 1983)
- 22. Mai: Renzo Vestrini, italienisch-venezolanischer Ruderer († 1976)
- 26. Mai: Mauri Rose, US-amerikanischer Automobilrennfahrer († 1981)
- 27. Mai: Friedrich Messerschmidt, deutscher Motorradrennfahrer († 1929)
- 30. Mai: Rudolf Hasse, deutscher Automobilrennfahrer († 1942)

### Juni
- 03. Juni: George Healis, US-amerikanischer Ruderer († 1990)
- 03. Juni: Erich Marx, deutscher Skilangläufer († unbekannt)
- 05. Juni: Eraldo Monzeglio, italienischer Fußballspieler und -trainer († 1981)
- 06. Juni: Milorad Arsenijević, jugoslawischer Fußballspieler († 1987)
- 06. Juni: Gennaro Auricchio, italienischer Industrieller und Motorrad- sowie Automobilrennfahrer († 1969)
- 06. Juni: Stu Clancy, US-amerikanischer American-Football-Spieler († 1965)
- 06. Juni: Octave Dayen, französischer Radrennfahrer († 1987)
- 08. Juni: Josef Zeman, österreichischer Gewichtheber († 1992)
- 09. Juni: Rudolf Wolke, deutscher Radrennfahrer († 1979)
- 10. Juni: Paul Krewer, deutscher Radrennfahrer († 1997)
- 11. Juni: Leo Steinweg, deutscher Motorradrennfahrer († 1945)
- 12. Juni: John Chase, US-amerikanischer Eishockeyspieler († 1994)
- 12. Juni: János Németh, ungarischer Wasserballspieler († 1988)
- 13. Juni: Cliff Crowley, kanadischer Eishockeyspieler († 1948)
- 17. Juni: Percy Legard, britischer Pentathlet und Nordischer Kombinierer († 1980)
- 19. Juni: Knut Kroon, schwedischer Fußballspieler († 1975)
- 20. Juni: Bob King, US-amerikanischer Leichtathlet († 1965)
- 20. Juni: Joachim Rademacher, deutscher Schwimmer und Wasserballspieler († 1970)
- 21. Juni: John Middleton, britischer Radrennfahrer († 1991)
- 23. Juni: Fritz Bauer, deutscher Ruderer († 1992)
- 25. Juni: David Trottier, kanadischer Eishockeyspieler († 1956)
- 27. Juni: Günther Bartels, deutscher Motorradrennfahrer († 1983)
- 27. Juni: Karen Maud Rasmussen, dänische Schwimmerin († 1994)

### Juli
- 02. Juli: Károly Kárpáti, ungarischer Ringer und Ringertrainer († 1996)
- 02. Juli: Séra Martin, französischer Leichtathlet († 1993)
- 03. Juli: Carl Menke, deutscher Hockeyspieler († unbekannt)
- 05. Juli: John Crammond, britischer Skeletonsportler und Segler († 1978)
- 06. Juli: Cuth Harrison, britischer Formel-1-Rennfahrer († 1981)
- 08. Juli: Karl Aletter, deutscher Ruderer († 1991)
- 13. Juli: Georges Krotoff, französischer Leichtathlet († 1987)
- 14. Juli: Valerio Vallanía, argentinischer Leichtathlet († 1998)
- 15. Juli: Karl Golzo, deutscher Ruderer († unbekannt)
- 15. Juli: Walter Laufer, US-amerikanischer Schwimmer († 1984)
- 16. Juli: Lee Barnes, US-amerikanischer Leichtathlet († 1970)
- 16. Juli: Frank Fiddes, kanadischer Ruderer († 1981)
- 17. Juli: John Boulicault, US-amerikanischer Radrennfahrer († 1985)
- 17. Juli. William Craner, britischer Leichtathlet († 1987)
- 17. Juli: Edgar Gray, australischer Radrennfahrer († 1996)
- 17. Juli: Cevat Seyit, türkischer Fußballspieler († 1945)
- 20. Juli: Raúl Anganuzzi, argentinischer Fechter († unbekannt)
- 21. Juli: Caroline Smith, US-amerikanische Wasserspringerin († 1994)
- 23. Juli: Wolfgang Goedecke, deutscher Ruderer († 1942)
- 24. Juli: Gianfranco Comotti, italienischer Automobilrennfahrer († 1963)
- 26. Juli: Tsuda Seiichirō, japanischer Leichtathlet († 1991)
- 27. Juli: Samuel Ewing, US-amerikanischer Hockeyspieler († 1981)
- 27. Juli: Stanley Lay, neuseeländischer Leichtathlet († 2003)
- 30. Juli: Richard Krebs, deutscher Leichtathlet († 1996)
- 30. Juli: Colin Ratsey, britischer Segler († 1984)
- 30. Juli: Alex Thépot, französischer Fußballspieler († 1989)

### August
- 01. August: Glen Dawson, US-amerikanischer Leichtathlet († 1968)
- 01. August: Leopold Redl, österreichischer Turner († 1986)
- 01. August: Willi Welscher, deutscher Leichtathlet († 1987)
- 02. August: Eduard Steinemann, Schweizer Turner († 1937)
- 03. August: Émile Bulteel, französischer Wasserballspieler († 1978)
- 03. August: Poul Sørensen, dänischer Radrennfahrer († 1951)
- 06. August: Gottlieb Amstein, Schweizer Radrennfahrer († 1975)
- 06. August: Pietro Freschi, italienischer Ruderer († 1973)
- 06. August: Aarne Reini, finnischer Ringer († 1974)
- 07. August: Gerald Wilson, kanadischer Segler († 1945)
- 10. August: Ilmari Reinikka, finnischer Leichtathlet († 1978)
- 11. August: Karl Hoffmann, deutscher Ruderer († unbekannt)
- 11. August: Stjepan Ljubić, jugoslawischer Radrennfahrer († 1986)
- 12. August: Harry Hopman, australischer Tennisspieler († 1985)
- 15. August: Nils Skoglund, schwedischer Wasserspringer († 1980)
- 16. August: George Connor, US-amerikanischer Automobilrennfahrer († 2001)
- 16. August: Roger Leigh-Wood, britischer Leichtathlet († 1987)
- 18. August: Kell Areskoug, schwedischer Leichtathlet († 1996)
- 18. August: Dernell Every, US-amerikanischer Fechter († 1994)
- 18. August: Gerhard von Hessert, deutscher Bobfahrer († 1994)
- 20. August: Henry Austin, englischer Tennisspieler († 2000)
- 24. August: Otto Berg, norwegischer Leichtathlet († 1991)
- 27. August: Marcus Dinwiddie, US-amerikanischer Sportschütze († 1951)
- 27. August: Eino Penttilä, finnischer Speerwerfer († 1982)
- 27. August: Ludwig Wenz, deutscher Fußballspieler († 1968)
- 28. August: John Farrell, US-amerikanischer Eisschnellläufer († 1994)
- 29. August: Andries Hoogerwerf, niederländischer Leichtathlet († 1977)
- 29. August: Sepp Müller, deutscher Motorradrennfahrer († 1963)
- 31. August: Raymond Sommer, französischer Automobilrennfahrer († 1950)

### September
- 02. September: Henri Stoelen, belgischer Wasserballspieler († 1977)
- 02. September: Gottlieb Wanzenried, Schweizer Radrennfahrer († 1993)
- 04. September: Artur Bäumle, deutscher Leichtathlet († unbekannt)
- 08. September: Emília Rotter, ungarische Eiskunstläuferin († 2003)
- 08. September: Fritz Schilgen, deutscher Leichtathlet († 2005)
- 09. September: Harri Larva, finnischer Mittelstreckenläufer und Olympiasieger († 1980)
- 09. September: Richard Lawrence, US-amerikanischer Bobfahrer († 1974)
- 09. September: James Quinn, US-amerikanischer Leichtathlet († 2004)
- 12. September: Jacques Lacarrière, französischer Eishockeyspieler und Sportfunktionär († 2005)
- 12. September: Väinö Perttunen, finnischer Ringer († 1984)
- 13. September: Axel Cadier, schwedischer Ringer († 1974)
- 14. September: Flávio Costa, brasilianischer Fußballspieler und -trainer († 1999)
- 14. September: Jan Diddens, belgischer Fußballspieler († 1972)
- 15. September: William Galbraith, US-amerikanischer Turner († 1994)
- 15. September: Irving Jaffee, US-amerikanischer Eisschnellläufer und Eisschnelllauftrainer († 1981)
- 16. September: Hans Gilgen, Schweizer Radrennfahrer († 1980)
- 16. September: Ödön Zombori, ungarischer Ringer († 1989)
- 17. September: Jack Potts, britischer Leichtathlet († 1987)
- 20. September: Jacques Dietrichstein, österreichischer Eishockeyspieler, -schiedsrichter und -funktionär († 1998)
- 20. September: Philip Stuart Milner-Barry, britischer Schachmeister († 1995)
- 21. September: Willy Weibel, Schweizer Leichtathlet († 1990)
- 22. September: Hadwig Pfeifer-Lantschner, österreichisch-deutsche Skirennläuferin († 2002)
- 22. September: Gustav Schäfer, deutscher Ruderer und Olympiasieger († 1991)
- 22. September: Haimar Wedemeyer, deutscher Regattasegler († 1998)
- 23. September: Kazimierz Materski, polnischer Eishockey- und Fußballspieler († 1971)
- 25. September: Ivan Lindgren, schwedischer Skilangläufer († 1989)
- 26. September: Robert van der Veen, niederländischer Hockeyspieler († 1996)
- 27. September: Jef Dervaes, belgischer Radrennfahrer († 1986)

### Oktober
- 01. Oktober: Paul Riesen, Schweizer Leichtathlet († unbekannt)
- 02. Oktober: Wilhelm Petersén, schwedischer Sportler († 1988)
- 03. Oktober: Lotte Lehmann, deutsche Schwimmerin († unbekannt)
- 04. Oktober: Eitel Cantoni, uruguayischer Automobilrennfahrer († 1997)
- 04. Oktober: Charles McGinnis, US-amerikanischer Leichtathlet († 1995)
- 06. Oktober: Paul Wahl, deutscher Gewichtheber († 1982)
- 07. Oktober: William Droegemueller, US-amerikanischer Leichtathlet († 1987)
- 08. Oktober: Ferdinand Fabra, deutscher Fußballtrainer († 2007)
- 08. Oktober: Wilhelm Ladewig, deutscher Leichtathlet († 1979)
- 09. Oktober: Tex Irvin, US-amerikanischer American-Football-Spieler († 1978)
- 09. Oktober: Håkon Pedersen, norwegischer Eisschnellläufer und Eisschnelllauftrainer († 1991)
- 09. Oktober: Josef Ponn, deutscher Skilangläufer († 1939)
- 10. Oktober: Emerson Spencer, US-amerikanischer Leichtathlet († 1985)
- 11. Oktober: Earl Clark, US-amerikanischer American-Football-Spieler und -Trainer († 1978)
- 12. Oktober: Anderl Heckmair, deutscher Bergsteiger und -führer († 2005)
- 12. Oktober: Hoshina Takeo, japanischer Skilangläufer und Skisportfunktionär († 1983)
- 12. Oktober: Piero Taruffi, italienischer Automobilrennfahrer († 1988)
- 13. Oktober: George Fissler, US-amerikanischer Schwimmer (1975)
- 14. Oktober: Katsuo Takaishi, japanischer Schwimmer († 1966)
- 16. Oktober: Decio Trovati, italienischer Eishockeyspieler († 1968)
- 17. Oktober: Hedy Bienenfeld, österreichische Schwimmerin († 1976)
- 17. Oktober: Hans Haas, österreichischer Gewichtheber und Olympiasieger († 1973)
- 18. Oktober: Alexandru Papană, rumänischer Bobfahrer († 1946)
- 20. Oktober: August Meuleman, belgischer Radrennfahrer († 2000)
- 20. Oktober: Arturo Torres, chilenischer Fußballspieler und -trainer († 1987)
- 21. Oktober: Hussain Fazal, afghanischer Hockeyspieler († unbekannt)
- 21. Oktober: John Huettner, US-amerikanischer Segler († 1970)
- 25. Oktober: Norris Graham, US-amerikanischer Ruderer († 1980)
- 26. Oktober: Primo Carnera, italienischer Schwergewichtsboxer († 1967)
- 26. Oktober: Václav Pšenička senior, tschechoslowakischer Gewichtheber († 1961)
- 30. Oktober: Albert Broschek, deutscher Automobilrennfahrer und Verleger († 1953)
- 30. Oktober: Giuseppe Farina, italienischer Automobilrennfahrer, erster Formel-1-Weltmeister († 1966)

### November
- 02. November: Bengt Sjöstedt, finnischer Leichtathlet († 1981)
- 02. November: Josef Staudinger, österreichischer Wasserspringer († 1998)
- 03. November: Hermann Herbold, deutscher Ruderer († 1985)
- 03. November: Eino Kenttä, finnischer Leichtathlet († 1952)
- 04. November: Ernst Krebs, deutscher Skilangläufer und Kanute († 1970)
- 05. November: Endre Kabos, ungarischer Fechter († 1944)
- 06. November: Gustav Almgren, schwedischer Fechter († 1936)
- 08. November: Albert Bachmann, Schweizer Turner († 1990)
- 08. November: Arthur Sulley, britischer Ruderer († 1994)
- 10. November: Robert Huber, deutscher Ruderer († unbekannt)
- 11. November: Charles Borah, US-amerikanischer Leichtathlet († 1980)
- 11. November: Augustin Chantrel, französischer Fußballspieler († 1956)
- 11. November: Jānis Dimza, lettischer Leichtathlet († 1942)
- 13. November: Willibald Kreß, deutscher Fußballspieler († 1989)
- 14. November: Claude Ménard, französischer Leichtathlet († 1980)
- 17. November: Hugh Edwards, britischer Ruderer († 1972)
- 20. November: Vera Tanner, britische Schwimmerin († 1971)
- 22. November: Caroline Fletcher, US-amerikanische Wasserspringerin († 1998)
- 22. November: Jørgen Juve, norwegischer Fußballspieler († 1983)
- 24. November: Anna Polak, niederländische Turnerin († 1943)
- 26. November: Maximilian zu Hardegg, österreichischer Adliger und Automobilrennfahrer († 1931)
- 26. November: Wilhelm Törsleff, schwedischer Segler († 1998)
- 28. November: Ernst Pistulla, deutscher Boxer († 1945)
- 29. November: Käthe Krauß, deutsche Leichtathletin und Olympionikin († 1970)
- 30. November: Miguel de Capriles, US-amerikanischer Fechter und Fechtsportfunktionär († 1981)

### Dezember
- 02. Dezember: Antonio Provenzani, italienischer Ruderer († 1989)
- 03. Dezember: William Thoburn, kanadischer Ruderer († 1997)
- 04. Dezember: Toni Babl, deutscher Motorradrennfahrer († 1936)
- 04. Dezember: Richard Wahl, deutscher Fechter († 1982)
- 05. Dezember: Leen Buis, niederländischer Radrennfahrer († 1986)
- 05. Dezember: Winthrop Palmer, US-amerikanischer Eishockeyspieler († 1970)
- 06. Dezember: James Stewart, US-amerikanischer Leichtathlet († 1991)
- 08. Dezember: Edmond Kramer, Schweizer Fußballspieler († 1945)
- 08. Dezember: Helene Michelson, estnische Eiskunstläuferin († unbekannt)
- 09. Dezember: Hans Mock, deutscher und österreichischer Fußballspieler († 1982)
- 09. Dezember: Pierre Van Reyschoot, belgischer Eishockeyspieler († 1966)
- 10. Dezember: Jules Ladoumègue, französischer Leichtathlet († 1973)
- 10. Dezember: Julius Maus, deutscher Radsportler († 1934)
- 11. Dezember: Pietro Serantoni, italienischer Fußballspieler und -trainer († 1964)
- 14. Dezember: Lloyd Guenther, US-amerikanischer Eisschnellläufer († 1995)
- 13. Dezember: Käthe Lettner, österreichische Skirennläuferin († 1982)
- 15. Dezember: Gustav Maier, deutscher Ruderer († unbekannt)
- 16. Dezember: Peter Donlon, US-amerikanischer Ruderer († 1979)
- 20. Dezember: Herbert Taylor, US-amerikanischer Eisschnellläufer († 1981)
- 24. Dezember: Wollert Nygren, norwegischer Eisschnellläufer († 1988)
- 25. Dezember: Herbert Hobein, deutscher Hockeyspieler († 1991)
- 25. Dezember: Paul Mehlitz, deutscher Hockeyspieler († 1982)
- 28. Dezember: Leni Schmidt, deutsche Sprinterin († 1985)
- 31. Dezember: Erna Bogen, ungarische Fechterin († 2002)

### Datum unbekannt
- Jaroslav Brož, tschechoslowakischer Radrennfahrer († unbekannt)
- Luigi Cavanna, italienischer Motorrad- und Automobilrennfahrer († 1974)
- Eamonn Fitzgerald, irischer Leichtathlet († 1958)
- Alfred Müller, deutscher Turner († unbekannt)
- Nagata Minoru, japanischer Skilangläufer († unbekannt)
- Soare Sterian, rumänischer Rugbyspieler († 1970)
- Gaston Van Hazebroeck, belgischer Eisschnellläufer († unbekannt)
- Juan Zanelli, chilenischer Automobilrennfahrer und Widerstandskämpfer im Zweiten Weltkrieg († 1944)

## Gestorben
- 19. April: Spencer Gore, englischer Tennis- und Cricketspieler (* 1850)

- 03. Juni: John Maxwell, US-amerikanischer Golfspieler (* 1871)
- 17. Juni: Harry Nelson Pillsbury, US-amerikanischer Schachspieler (* 1872)
- 20. Juni: Ernst Schultz, dänischer Sprinter (* 1879)